# 홍콩 라이트 레일
홍콩 라이트 레일(輕鐵)은 홍콩의 홍콩 MTR이 운영하는 라이트 레일 체계이다. 홍콩 교외의 신제 서부에 위치한 튄문구 및 윈롱구를 잇는다.

## 개요
라이트 레일은 신제 중심부에서 서쪽 교통의 편리를 도모하고, 1988년에 처음으로 노선이 개통되어, 현재는 상당한 루트가 치밀하게 구성되어있다. 이 노선은 1량 또는 2량 편성으로 운행되고 있다. 각 노선의 종점 등에서는 루프 라인(열차 방향을 바꾸기 위한 원형 선로)을 사용하여 방향 전환한다.
개통되기 전의 버스 노선을 기반으로 노선을 짰기 때문에, 시내 버스와 비슷하게 복잡한 운행 계통을 가지고 있고, 각 루프도 시내 버스 와 같은 노선 번호를 두고 있다. 운행 계통이 복잡하기 때문에, 홍콩 MTR 전체 노선도에서는 간략하게 표기하고, 별도의 라이트 레일 노선도를 따로 두고 있다.
최고 영업 속도는 70km/h에 도달한다.
차내에는 요금통 등은 설치되어 있지 않고, 대부분의 승객은 정류장 및 안전지대에 설치되어 있는 리더기에 옥토퍼스 카드를 터치하여 승강하거나 병설 발매기에서 승차 구간 상응 티켓을 구입할 수 있다. 이 티켓은 일반적으로 직원에게 보여주는 것은 아니지만, 필요에 따라 순회하고 있는 승무원이 카드와 티켓 제시를 요구할 수 있다.

## 역사
홍콩 특별행정구 정부는 영국령 홍콩 시대였던 1970년대에, 홍콩 교외의 튄문구 지역에서 택지 개발을 할 계획을 하는 시점에서 이미 철도 건설을 계획하고 궤도용 공간을 확보하고 있었지만, 실제로는 어느 철도 회사에 영업권을 미치는지는 결정하지 않았다.
1982년, 정부는 홍콩 트램을 운영하는 홍콩전차유한공사(香港電車有限公司)를 보유한 구룡창집단(九龍倉集團)에서 철도 건설 및 운영을 제의했다. 당초 관심을 보인 이 회사는 2층 전차를 운행하는 것을 검토하였으나, 결국 건설을 취소하기에 이르렀다. 그 후 정부는 구광철로(九広鉄路)에서 철도를 건설할 것을 제의하고, 1984년에 철도 건설의 운영을 결정하고, 구상을 시작하여, 1985년에 이르러서 공식적으로 착공을 하게 되었다.
당시 구룡 버스는 튄문 구 및 위안랑 구에서 버스 노선망을 넓혀 가고 있으며, 상당수 노선이 계획된 철도 노선망과 중복되어 이익이 줄어들 것을 우려했다. 정부는 결국 '라이트 레일 독점 영역'이라는 개념을 도입하여, 구룡 버스에서 튄문과 위안랑을 연결하는 일부 버스 노선을 폐지하는 대신, 위안랑과 웡곡 지역을 잇는 많은 버스 노선을 개설했고, 이 외에 구룡 버스가 라이트 레일 독점 영역에서 승객을 탑승시키는 것을 제한하여, 구광철로공사가 라이트 레일 역과 주거 지역 사이에 셔틀 버스를 운영하면서, 이전의 구룡 버스 노선을 대체하였다.
홍콩 라이트 레일은 1988년 8월 8일 개통할 예정이었으나, 같은 해 6월과 7월의 시운전 중 보행자, 자전거, 자동차 사이에서 몇 건의 교통 사고를 일으켜, 정부에서 안전 대책을 취할 때까지 시운전 금지의 행정 명령을 받아, 8월 8일에 개통을 할 수 없었다.
1988년 9월 18일, 한 달 늦게 비로소 정식 개통했다. 개업초기에는, 튄문 역에서 동북 방면으로 캐슬 피크 로드(청산공로,青山公路)을 통해서 운롱 역으로 가는 주 노선 외에는, 튄문 지구 내 주거 지역을 통과하는 2루트 밖에 없었으며, 동남 방면의 온팅 촌(安定邨) 행, 서남방면의 튄문 선착장(페리 부두) 행이 있다.
당초, 전체 노선은 5개의 운임 구역으로 나누어졌으나, 2003년 노선이 확장한 것을 계기로 6개의 운임 구역으로 변경되었다. 홍콩의 구간 별 요금 체계를 채용한 철도는 이 노선이 처음이었다. 구광철로의 연결 버스에 대해서는 구간제를 채택하지 않고, 환승 할인 요금제를 시행하고 있다.

## 노선 목록

### 현재 운행중인 노선
2005년 7월 30일 기준으로, 현재 8개의 간선과 4개의 구간 운행 노선 (P표시)이 있다. 노선마다 고유 색이 지정되어 있다.
- 505：삼싱－시우홍. 1988년 9월 24일 운행개시. 초기에는 운팅 까지만 운행하였으나, 1992년 2월 2일 삼싱까지 연장.
- 507：튄문 선착장－틴킹. 1989년 6월 4일 운행개시. 초기에는 운팅 까지만 운행하였으나, 1991년 11월 튄문 선착장까지 연장.
- 610：튄문 선착장－운롱. （타이힝, 호접 경유）1988년 9월 18일 운행개시. 운행개시 이래 유일하게 행선 변경이 없는 노선.
- 614：튄문 선착장－운롱. （프라임뷰, 타운센터 경유）1992년 운행개시.
- 614P：튄문 선착장－시우홍(구간운행). 2004년 4월 4일 운행개시. 차량은 615P선과 공용으로 직결 운행.
- 615：튄문 선착장－운롱. （레웅킹, 호접 경유）1993년 1월 10일 운행개시.
- 615P：튄문 선착장－시우홍(구간운행). 2004년 4월 4일 운행개시. 차량은 614P선과 공용으로 직결 운행.
- 705：틴수이와이 순환선（틴치→틴얏→틴이우 경유）. 2004년 8월 22일 운행개시. 구 701선(틴수이와이 남부 순환선)을 대체
- 706：틴수이와이 순환선（틴이우→틴얏→틴치 경유）. 2004년 4월 9일 운행개시.
- 751：틴얏－야우오이, 2003년 12월 7일 운행개시. 구 720선을 대체.
- 751P：틴얏－틴수이와이(751 구간운행). 2004년 8월 22일 운행개시. 주중 아침부터 저녁 러시아워 시간대까지 및 토요일 아침 러시아워 시간대에만 운행.
- 761P：틴얏－운롱(761 구간운행. 단, 761계통은 현재 존재하지 않는다.)

### 과거 운행했던 노선
- 501：튄문 선착장－시우홍.
- 506：튄문 선착장－야우오이. 1988년 9월 23일 운행개시, 2002년 7월 14일 운행종료, 2003년 8월 31일 폐지.
- 511：시우홍－튄문 선착장.
- 512：시우홍－야우오이.
- 551：틴킹－삼싱.
- 552：튄문 선착장－시우홍.
- 553：튄문 선착장－시우홍.
- 611：튄문 선착장－운롱.
- 612：온팅－운롱. 1988년 9월 18일 운행개시, 1994년 3월 13일  운행종료.
- 613：운롱－삼싱.
- 651：시우홍－운롱.
- 701：틴수이와이 남부 순환선. 2003년 12월 20일 운행개시, 2004년 8월 22일 운행종료.
- 702：틴수이와이 북부 순환선.
- 720：야우오이－틴윙. 1994년 3월 13일 운행개시, 2003년 12월 7일 운행종료.
- 721：틴윙－운롱. 1993년 1월 10일 운행개시, 2003년 12월 7일 운행종료.
- 722：시우홍－틴윙. 1993년 3월 22일 운행개시, 1994년 3월 13일 운행종료.
- 751P(1대)：틴수이－야우오이. 2003년 12월 8일 운행개시, 2003년 12월 운행종료.
- 761：틴윙－운롱. 2003년 12월 7일 운행개시, 2006년 10월 8일 운행종료.
- 771：

## 역 목록
| 운임구간 | 이름        | 이름       | 이름                   | 노선                                    | 구역      | 연결                                               | 개업일자         | 역 번호 |
| 운임구간 | 한국어      | 중국어     | 영어                   | 노선                                    | 구역      | 연결                                               | 개업일자         | 역 번호 |
| -------- | ----------- | ---------- | ---------------------- | --------------------------------------- | --------- | -------------------------------------------------- | ---------------- | ------- |
| 1        | 룽먼        | 龍門       | Lung Mun               | 610, 615, 615P 506P 512                 | 튄문 구   | MTR 버스 506                                       | 1988년 9월 18일  | 030     |
| 1        | 경철차창    | 輕鐵車廠   | Light Rail Depot       | 610, 615, 615P 506P 512                 | 튄문 구   | MTR 버스 506                                       | 1988년 9월 18일  | 020     |
| 1        | 호접        | 蝴蝶       | Butterfly              | 610, 615, 615P 506P 512                 | 튄문 구   | MTR 버스 506, K52                                  | 1988년 9월 18일  | 015     |
| 1        | 멜로디 가든 | 美樂       | Melody Garden          | 610, 615, 615P 506P 512                 | 튄문 구   | MTR 버스 506, K52                                  | 1988년 9월 18일  | 010     |
| 1        | 튄먼 선착장 | 屯門碼頭   | Tuen Mun Ferry Pier    | 507, 610, 614, 614P, 615, 615P 512P 512 | 튄문 구   | MTR 버스 506, K52                                  | 1988년 9월 18일  | 001     |
| 1        | 시우헤이    | 兆禧       | Siu Hei                | 507, 614, 614P 513P 513                 | 튄문 구   |                                                    | 1991년 11월 17일 | 240     |
| 1        | 튄먼 수영장 | 屯門泳池   | Tuen Mun Swimming Pool | 507, 614, 614P 513P 513                 | 튄문 구   | 250                                                | 1991년 11월 17일 |         |
| 1        | 굿뷰 가든   | 豐景園     | Goodview Garden        | 507, 614, 614P 513P 513                 | 튄문 구   | 260                                                | 1991년 11월 17일 |         |
| 1        | 시우룬      | 兆麟       | Siu Lun                | 505, 507, 614, 614P 513P 513            | 튄문 구   | MTR 버스 506                                       | 1991년 11월 17일 | 265     |
| 1        | 삼싱        | 三聖       | Sam Shing              | 505 509P 509                            | 튄문 구   | MTR 버스 506, K51, K52, K53                        | 1992년 2월 2일   | 920     |
| 2        | 칭산췬      | 青山村     | Tsing Shan Tsuen       | 610, 615, 615P 609 609P 509P 509        | 튄먼 구   | MTR 버스 506                                       | 1988년 9월 18일  | 040     |
| 2        | 칭운        | 青雲       | Tsing Wun              | 610, 615, 615P 609 609P 509P 509        | 튄먼 구   | MTR 버스 506                                       | 1988년 9월 18일  | 050     |
| 2        | 밍쿤        | 鳴琴       | Ming Kum               | 505 (삼싱 행), 610, 615, 615P           | 튄먼 구   | MTR 버스 K58                                       | 1988년 9월 18일  | 200     |
| 2        | 섹파이      | 石排       | Shek Pai               | 505, 610, 615, 615P 512p 512 506        | 튄먼 구   | MTR 버스 K58                                       | 1988년 9월 18일  | 170     |
| 2        | 응안와이    | 銀圍       | Ngan Wai               | 507, 610 513P                           | 튄먼 구   |                                                    | 1988년 9월 18일  | 230     |
| 2        | 타이힝(남)  | 大興（南） | Tai Hing (South)       | 507, 610 513P                           | 튄먼 구   | 220                                                | 1988년 9월 18일  |         |
| 2        | 타이힝(북)  | 大興（北） | Tai Hing (North)       | 507, 610 513P                           | 튄먼 구   | MTR 버스 K58                                       | 1988년 9월 18일  | 212     |
| 2        | 작풍        | 澤豐       | Affluence              | 610, 751 502P                           | 튄먼 구   |                                                    | 1988년 9월 18일  | 080     |
| 2        | 초이이 교   | 蔡意橋     | Choy Yee Bridge        | 507, 751                                | 튄먼 구   | 075                                                | 1988년 9월 18일  |         |
| 2        | 호틴        | 河田       | Ho Tin                 | 507, 751                                | 튄먼 구   | ■ 튄마선 튄문 역                                   | 1988년 9월 18일  | 070     |
| 2        | 튄먼        | 屯門       | Tuen Mun[295]          | 505, 507, 751 344P                      | 튄먼 구   | ■ 튄마선 튄먼 역, MTR 버스 506, K51, K52, K53, K58 | 1988년 9월 23일  | 295     |
| 2        | 야우오이    | 友愛       | Yau Oi                 | 751 512P 509P 344P                      | 튄먼 구   |                                                    | 1988년 9월 18일  | 275     |
| 2        | 온팅        | 安定       | On Ting                | 505, 507, 614, 614P, 751 344 (틴얏 행)  | 튄먼 구   | MTR 버스 506                                       | 1988년 9월 18일  | 270     |
| 2        | 타운센터    | 市中心     | Town Centre            | 505, 507, 614, 614P, 751 344            | 튄먼 구   | MTR 버스 506, K51, K52, K53, K58                   | 1988년 9월 18일  | 280     |
| 2        | 킨온        | 建安       | Kin On                 | 505                                     | 튄먼 구   | MTR 버스 506, K58                                  | 1988년 9월 18일  | 060     |
| 2        | 산킹(남)    | 山景（南） | Shan King (South)      | 505 (시우홍 행)                         | 튄먼 구   |                                                    | 1988년 9월 24일  | 190     |
| 2        | 산킹(북)    | 山景（北） | Shan King (North)      | 505 (시우홍 행)                         | 튄먼 구   | 180                                                | 1988년 9월 24일  |         |
| 2        | 푸이토      | 杯渡       | Pui To                 | 614, 614P                               | 튄먼 구   | 1992년 2월 2일                                     | 300              |         |
| 2        | 호푹통      | 何福堂     | Hoh Fuk Tong           | 614, 614P                               | 튄먼 구   | 1992년 2월 2일                                     | 310              |         |
| 2        | 산후이      | 新墟       | San Hui                | 614, 614P                               | 튄먼 구   | 1992년 2월 2일                                     | 320              |         |
| 2        | 프라임뷰    | 景峰       | Prime View             | 614, 614P                               | 튄먼 구   | 1992년 2월 2일                                     | MTR 버스 K51     | 330     |
| 3        | 케이룬      | 麒麟       | Kei Lun                | 505 (시우홍 행), 615P 344 789           | 튄문 구   | MTR 버스 K58                                       | 1988년 9월 18일  | 110     |
| 3        | 칭충        | 青松       | Ching Chung            | 505, 615, 615P 333                      | 튄문 구   | MTR 버스 K58                                       | 1988년 9월 24일  | 120     |
| 3        | 킨상        | 建生       | Kin Sang               | 505, 615, 615P 333                      | 튄문 구   | MTR 버스 K58                                       | 1988년 9월 24일  | 130     |
| 3        | 틴킹        | 田景       | Tin King               | 505, 507, 615, 615P 777                 | 튄문 구   | MTR 버스 K58                                       | 1988년 9월 24일  | 140     |
| 3        | 레웅킹      | 良景       | Leung King             | 505, 507, 615, 615P 777                 | 튄문 구   |                                                    | 1988년 9월 24일  | 150     |
| 3        | 산와이      | 新圍       | San Wai                | 505, 507, 615, 615P 777                 | 튄문 구   | 160                                                | 1988년 9월 24일  |         |
| 3        | 튄먼 병원   | 屯門醫院   | Tuen Mun Hospital      | 610, 751,122,506                        | 튄문 구   | 1988년 9월 18일                                    | 090              |         |
| 3        | 풍테이      | 鳳地       | Fung Tei               | 614, 614P,777,789                       | 튄문 구   | MTR 버스 K51                                       | 1992년 2월 2일   | 340     |
| 3        | 시우홍      | 兆康       | Siu Hong               | 505, 610, 614, 614P, 615, 615P, 751,899 | 튄문 구   | ■ 튄마선 시우홍 역, MTR 버스 K51, K58              | 1988년 9월 18일  | 100     |
| 3        | 람테이      | 藍地       | Lam Tei                | 610, 614, 615, 751,788                  | 튄문 구   |                                                    | 1988년 9월 18일  | 350     |
| 3        | 나이와이    | 泥圍       | Nai Wai                | 610, 614, 615, 751,788                  | 튄문 구   | 360                                                | 1988년 9월 18일  |         |
| 3        | 중욱췬      | 鍾屋村     | Chung Uk Tsuen         | 610, 614, 615, 751,788                  | 튄문 구   | 370                                                | 1988년 9월 18일  |         |
| 4        | 훙수이키우  | 洪水橋     | Hung Shui Kiu          | 610, 614, 615, 751,788                  | 위안랑 구 | MTR 버스 K75, K75P                                 | 1988년 9월 18일  | 380     |
| 4        | 핑산        | 屏山       | Ping Shan              | 610, 614, 615, 761P,231P,231            | 위안랑 구 | MTR 버스 K65                                       | 1988년 9월 18일  | 400     |
| 4        | 통퐁췬      | 塘坊村     | Tong Fong Tsuen        | 610, 614, 615, 761P,231P,231            | 위안랑 구 |                                                    | 1988년 9월 18일  | 390     |
| 4        | 항메이췬    | 坑尾村     | Hang Mei Tsuen         | 751, 761P                               | 위안랑 구 | MTR 버스 K65                                       | 10 January 1993  | 425     |
| 4        | 틴이우      | 天耀       | Tin Yiu                | 705, 706, 761P,344,399P                 | 위안랑 구 | ■ 튄마선 틴수이와이 역, MTR 버스 K75, K75P         | 10 January 1993  | 445     |
| 4        | 록우드      | 樂湖       | Locwood                | 705, 706, 761P,344,399P                 | 위안랑 구 | MTR 버스 K75P                                      | 10 January 1993  | 448     |
| 4        | 틴수이      | 天瑞       | Tin Shui               | 705, 706, 761P,344,399P                 | 위안랑 구 | MTR 버스 K74, K75P                                 | 10 January 1993  | 460     |
| 4        | 틴수이와이  | 天水圍     | Tin Shui Wai           | 705, 706, 751, 751P,321,321P            | 위안랑 구 | ■ 튄마선 틴수이와이 역, MTR 버스 K65, K75, K76     | 2003년 12월 7일  | 430     |
| 4        | 틴우        | 天湖       | Tin Wu                 | 705, 706, 751, 751P,321,321P            | 위안랑 구 |                                                    | 2003년 12월 7일  | 450     |
| 4        | 틴치        | 天慈       | Tin Tsz                | 705, 706, 751, 751P,321,321P            | 위안랑 구 | MTR 버스 K73, K74                                  | 2003년 12월 7일  | 435     |
| 4        | 긴자        | 銀座       | Ginza                  | 705, 706, 751, 751P,321,321P            | 위안랑 구 | MTR 버스 K73                                       | 2003년 12월 7일  | 455     |
| 4        | 틴윙        | 天榮       | Tin Wing               | 705, 706, 751, 751P,321,321P            | 위안랑 구 |                                                    | 1995년 3월 26일  | 500     |
| 4        | 체스우드    | 翠湖       | Chestwood              | 751, 751P                               | 위안랑 구 | 490                                                | 1995년 3월 26일  |         |
| 5A       | 충푸        | 頌富       | Chung Fu               | 705, 706, 751, 751P, 761P,324           | 위안랑 구 | MTR 버스 K76                                       | 2003년 12월 7일  | 468     |
| 5A       | 틴푸        | 天富       | Tin Fu                 | 705, 706, 751, 751P, 761P,324           | 위안랑 구 | MTR 버스 K76                                       | 2003년 12월 7일  | 480     |
| 5A       | 틴얏        | 天逸       | Tin Yat                | 705, 706, 751, 751P, 761P,324           | 위안랑 구 | MTR 버스 K73, K76                                  | 2003년 12월 7일  | 550     |
| 5A       | 틴헹        | 天恒       | Tin Heng               | 705, 706,321,321P                       | 위안랑 구 | MTR 버스 K73, K76                                  | 2003년 12월 7일  | 540     |
| 5A       | 습지공원    | 濕地公園   | Wetland Park           | 705, 706,321,321P                       | 위안랑 구 |                                                    | 2003년 12월 7일  | 530     |
| 5A       | 틴사우      | 天秀       | Tin Sau                | 705, 706,321,321P                       | 위안랑 구 | MTR 버스 K73                                       | 2003년 12월 7일  | 520     |
| 5A       | 틴윗        | 天悅       | Tin Yuet               | 705, 706,321,321P                       | 위안랑 구 |                                                    | 2003년 12월 7일  | 510     |
| 5        | 수이핀와이  | 水邊圍     | Shui Pin Wai           | 610, 614, 615, 761P,321,321P            | 위안랑 구 | MTR 버스 K65                                       | 1988년 9월 18일  | 560     |
| 5        | 풍닌 로     | 豐年路     | Fung Nin Road          | 610, 614, 615, 761P,321,321P            | 위안랑 구 | MTR 버스 K65, K66, K68, K73, K74                   | 1988년 9월 18일  | 570     |
| 5        | 홍록 로     | 康樂路     | Hong Lok Road          | 610, 614, 615, 761P,321,321P            | 위안랑 구 | MTR 버스 K65, K74                                  | 1988년 9월 18일  | 580     |
| 5        | 타이통 로   | 大棠路     | Tai Tong Road          | 610, 614, 615, 761P,321,321P            | 위안랑 구 | MTR 버스 K65, K66, K74                             | 1988년 9월 18일  | 590     |
| 5        | 윈롱        | 元朗       | Yuen Long              | 610, 614, 615, 761P,321,321P            | 위안랑 구 | ■ 튄마선 윈롱 역, MTR 버스 K65, K74                | 1988년 9월 18일  | 600     |

### 참고
1. ↑  구 산섹완 역(散石灣站)
2. ↑  구 팍콕 역(白角站)
3. ↑  구 공업학원 역(工業學院站)
4. ↑  구 호킹 역(河景)
5. ↑  구 틴수이와이 터미널 역(天水圍總站)
6. ↑  구 대회당 역(大會堂)

### 현재 운행 형태
현재 라이트 레일 시스템을 제공하는 12개의 노선이 있다.:
- 2010년 8월 23일 전까지, 761P선은 윈롱과 틴윙 (습지공원 경유)간 매일 30분 간격으로 10:00에서 15:00 사이에 특별 서비스를 운행했다.
- 서철선이 개통 된 후 시우홍과 운롱 사이의 라이트 레일 서비스에 대한 수요가 감소했다. 따라서 614 및 615선 서비스중 절반은 시우홍과 선착장 사이에서 운영되는 단거리 서비스로 변경되었으며, 각각 614P와 615P로 노선이 매겨졌다.
- 751P선은 751선의 틴수이와이 행 단거리 노선으로 아침과 오후 피크 시간에만 운행되며, 공휴일에는 서비스가 일시 중지된다.

## 사진첩
- 1회 승차권 발매기
- 옥토퍼스 카드 단말기
- 밍쿤 역
- 킨온 역
- 라이트 레일 역 승강장 건널목
- 수화물 크기 알림판
- 온팅 역
- 타운센터 역
- 충푸 역
- 틴유잇 역, 틴유잇 부지의 왼쪽에 있다.
- 틴사우 역, 바깥 오른쪽에 Vianni Cove 부지가 있다.
- 습지공원 역